# Europese kampioenschappen kunstschaatsen 2004
De Europese Kampioenschappen kunstschaatsen zijn wedstrijden die samen een jaarlijks terugkerend evenement vormen, georganiseerd door de Internationale Schaatsunie (ISU).
De kampioenschappen van 2004 vonden van 2 tot en met 8 februari plaats in Boedapest. Het was de zesde keer dat een EK evenement hier plaatsvond, eerder werden de mannentoernooien van 1895 en 1909 (toen nog onderdeel van de dubbelmonarchie Oostenrijk-Hongarije) en de kampioenschappen van 1955, 1963 en 1984 in Boedapest gehouden.
Voor de mannen was het de 96e editie, voor de vrouwen en paren was het de 68e editie en voor de ijsdansers de 51e editie.
| Programma | Programma          | Programma          | Programma           | Programma            | Programma          | Programma           | Programma         |
| --------- | ------------------ | ------------------ | ------------------- | -------------------- | ------------------ | ------------------- | ----------------- |
|           | maandag 2 februari | dinsdag 3 februari | woensdag 4 februari | donderdag 5 februari | vrijdag 6 februari | zaterdag 7 februari | zondag 8 februari |
| Paren     | korte kür          |                    | lange kür           |                      |                    |                     | Gala              |
| Mannen    | kwalificatie       | korte kür          |                     | lange kür            |                    |                     | Gala              |
| IJsdansen |                    | verplichte kür     |                     | originele kür        | lange kür          |                     | Gala              |
| Vrouwen   |                    |                    |                     |                      | korte kür          | lange kür           | Gala              |

## Deelname
Alle Europese ISU-leden hadden het recht om één startplaats per discipline in te vullen. Extra startplaatsen (met en maximum van drie per discipline) zijn verdiend op basis van eindklasseringen op het EK van 2003
nEeendertig landen schreven deelnemers in voor dit toernooi, zij zouden samen 102 startplaatsen invullen. Rusland nam met het maximale aantal van twaalf startplaatsen deel aan dit toernooi.
Voor België nam Kevin Van der Perren voor de vijfde keer deel en debuteerde Wim Hermans in het mannentoernooi. Sara Falotico nam voor de vierde keer deel in het vrouwentoernooi. Voor Nederland nam Karen Venhuizen voor de vijfde keer deel in het vrouwentoernooi.
(Tussen haakjes het totaal aantal startplaatsen over de vier disciplines.)
| Rusland (12) Frankrijk (8) Oekraïne (8) Duitsland (6) Italië (5) Tsjechië (5) Finland (4) | Hongarije (4) Israël (4) Polen (4) België (3) Bulgarije (3) Litouwen (3) | Oostenrijk (3) Roemenië (3) Slowakije (3) Verenigd Koninkrijk (3) Zwitserland (3) Azerbeidzjan (2) | Estland (2) Servië en Montenegro (2) Slovenië (2) Wit-Rusland (2) Armenië (1) Georgië (1) | Letland (1) Luxemburg (1) Nederland (1) Spanje (1) Turkije (1) Zweden (1) |

## Medaille verdeling
Bij de mannen werd Brian Joubert de 42e Europees kampioen en de derde kampioen uit Frankrijk na Alain Giletti (5x; 1955, 1956, 1957, 1960, 1961) en Alain Calmat (3x; 1962, 1963, 1964). De Europees kampioen van 2000, 2001 en 2003, de Rus Jevgeni Ploesjenko, op plaats twee behaalde zijn zesde medaille, in 1998 en 1999 werd hij ook tweede. Zijn landgenoot Ilia Klimkin op plaats drie, behaalde zijn eerste medaille bij de EK Kunstschaatsen.
Bij de vrouwen werd Júlia Sebestyén de 29e Europees kampioene en de eerste kampioen uit Hongarije bij de vrouwen. Het was de tiende Hongaarse titel op een EK. In 1895 veroverde Tibor von Földváry de eerste bij de mannen. De tweede en derde werd behaald in 1930 en 1931 door het duo Olga Orgonista / Sándor Szalay bij de paren. In 1934 volgde de vierde titel door het paar Emilia Rotter / László Szollás. De vijfde en zesde werd in 1948 en 1949 door het paar Andrea Kékesy / Ede Király binnen gehaald. In 1950 volgden de zevende en achtste titel, Ede Király werd kampioen bij de mannen en het paar Marianne Nagy / Lászlo Nagy bij de paren. In 1955 behaalden Nagy / Nagy de negende titel binnen. Het was de tweede medaille voor Sebestyén, in 2003 werd ze derde. De Oekraïense Elena Liashenko op plaats twee behaalde bij haar elfde deelname haar eerste medaille op een EK. De Russin Jelena Sokolova op plaats drie behaalde haar tweede medaille, in 2003 werd ze tweede.
Bij de paren werd het Russische paar Tatiana Totmianina / Maxim Marinin voor de derde keer op rij Europees kampioen. Het was hun vierde medaille, in 2001 werden ze tweede. Hun landgenoten Maria Petrova / Aleksej Tichonov op plaats twee behaalden hun vijfde medaille, in 1999 en 2000 werden ze Europees kampioen en in 2002, 2003 derde. Het Poolse paar Dorota Zagórska / Mariusz Siudek op plaats drie behaalden hun derde medaille, in 1999, 2000 werden ze tweede.
Bij het ijsdansen werd het Russische paar Tatiana Navka / Roman Kostomarov het 23e paar die de Europese titel veroverden en het zesde paar uit Rusland na het uiteenvallen van de Sovjet-Unie. Het was hun tweede medaille, in 2003 werden ze derde. Het Bulgaarse paar Albena Denkova / Maxim Staviski behaalde hun tweede medaille, ze werden net als in 2003 tweede. Het Oekraïense paar Olena Hroesjyna / Roeslan Hontsjarov op plaats drie stond voor de eerste keer op het erepodium.
| Discipline | Goud                                | Zilver                           | Brons                                |
| ---------- | ----------------------------------- | -------------------------------- | ------------------------------------ |
| Mannen     | Brian Joubert                       | Jevgeni Ploesjenko               | Ilja Klimkin                         |
| Vrouwen    | Júlia Sebestyén                     | Elena Liashenko                  | Jelena Sokolova                      |
| Paren      | Tatjana Totmjanina / Maksim Marinin | Maria Petrova / Aleksej Tichonov | Dorota Zagórska / Mariusz Siudek     |
| IJsdansen  | Tatjana Navka / Roman Kostomarov    | Albena Denkova / Maksim Staviski | Olena Hroesjyna / Roeslan Hontsjarov |

## Uitslagen
| #                      | naam (deelname)           | land                          | kwal. | korte kür | vrije kür | pc   |
| ---------------------- | ------------------------- | ----------------------------- | ----- | --------- | --------- | ---- |
| Goud                   | Brian Joubert (3)         | Vlag van Frankrijk            | 1B    | 2         | 1         | 2,6  |
| Zilver                 | Jevgeni Ploesjenko (6)    | Vlag van Rusland              | 1A    | 1         | 2         | 3,0  |
| Brons                  | Ilja Klimkin (3)          | Vlag van Rusland              | 2A    | 3         | 3         | 5,6  |
| 4                      | Frédéric Dambier (4)      | Vlag van Frankrijk            | 2B    | 4         | 4         | 7,2  |
| 5                      | Stefan Lindemann (5)      | Vlag van Duitsland            | 3A    | 8         | 6         | 12,0 |
| 6                      | Stéphane Lambiel (4)      | Vlag van Zwitserland          | 4B    | 12        | 5         | 13,8 |
| 7                      | Andrejs Vlascenko (10)    | Vlag van Duitsland            | 5A    | 6         | 9         | 14,6 |
| 8                      | Andrei Griazev (3)        | Vlag van Rusland              | 3B    | 15        | 7         | 17,2 |
| 9                      | Gheorghe Chiper (6)       | Vlag van Roemenië             | 4A    | 17        | 8         | 19,8 |
| 10                     | Tomáš Verner (3)          | Vlag van Tsjechië             | 10B   | 10        | 10        | 20,0 |
| 11                     | Kevin Van der Perren (5)  | Vlag van België               | 6B    | 13        | 11        | 21,2 |
| 12                     | Sergej Davydov (4)        | Vlag van Wit-Rusland          | 8B    | 7         | 14        | 21,4 |
| 13                     | Kristoffer Berntsson (5)  | Vlag van Zweden               | 6A    | 5         | 17        | 22,4 |
| 14                     | Gregor Urbas (4)          | Vlag van Slovenië             | 11A   | 11        | 12        | 23,0 |
| 15                     | Vitaly Danilchenko (4)    | Vlag van Oekraïne             | 5B    | 16        | 15        | 26,6 |
| 16                     | Karel Zelenka (2)         | Vlag van Italië               | 9A    | 19        | 13        | 28,0 |
| 17                     | Vachtang Moervanidze (9)  | Vlag van Georgië              | 8A    | 9         | 20        | 28,6 |
| 18                     | Ivan Dinev (13)           | Vlag van Bulgarije            | 9B    | 18        | 16        | 30,4 |
| 19                     | Damien Djordjevic         | Vlag van Frankrijk            | 12B   | 13        | 18        | 31,2 |
| 20                     | Patrick Meier (2)         | Vlag van Zwitserland          | 7B    | 19        | 19        | 33,2 |
| 21                     | Trifun Zivanovic          | Vlag van Servië en Montenegro | 7A    | 21        | 21        | 36,4 |
| 22                     | Arti-Pekka Nurmenkari (2) | Vlag van Finland              | 11A   | 21        | 22        | 39,0 |
| 23                     | Neil Wilson (3)           | Vlag van Verenigd Koninkrijk  | 14B   | 23        | 23        | 42,4 |
| 24                     | Sergei Kotov (2)          | Vlag van Israël               | 12A   | 24        | 24        | 43,2 |
| 25                     | Zoltán Tóth (3) *         | Vlag van Hongarije            | 14A   | 26        | 25        | 44,6 |
| Vrije kür niet bereikt |                           |                               |       |           |           |      |
| 26                     | Juraj Sviatko (3)         | Vlag van Slowakije            | 13B   | 25        |           |      |
| 27                     | Yon Garcia (3)            | Vlag van Spanje               | 13A   | 28        |           |      |
| 28                     | Andrei Dobrokhodov        | Vlag van Azerbeidzjan         | 15B   | 27        |           |      |
| 29                     | Aidas Reklys (5)          | Vlag van Litouwen             | 14A   | 28        |           |      |
| 30                     | Adrian Matei              | Vlag van Roemenië             | 15A   | 30        |           |      |
| Alleen kwalificatie    |                           |                               |       |           |           |      |
| 31                     | Wim Hermans               | Vlag van België               | 16A   |           |           |      |
| 32                     | Clemens Jonas (5)         | Vlag van Oostenrijk           | 16B   |           |           |      |
| 33                     | Przemysław Domański       | Vlag van Polen                | 17B   |           |           |      |

| #                      | naam (deelname)              | land                          | korte kür | vrije kür | pc     |
| ---------------------- | ---------------------------- | ----------------------------- | --------- | --------- | ------ |
| Goud                   | Júlia Sebestyén (8)          | Vlag van Hongarije            | 1         | 1         | 1,5    |
| Zilver                 | Elena Liashenko (11)         | Vlag van Oekraïne             | 2         | 3         | 4,0    |
| Brons                  | Jelena Sokolova (2)          | Vlag van Rusland              | 6         | 2         | 5,0    |
| 4                      | Viktória Pavuk               | Vlag van Hongarije            | 3         | 4         | 5,5    |
| 5                      | Carolina Kostner (2)         | Vlag van Italië               | 5         | 5         | 7,5    |
| 6                      | Susanna Pöykiö (3)           | Vlag van Finland              | 4         | 6         | 8,0    |
| 7                      | Alisa Drei (7)               | Vlag van Finland              | 10        | 7         | 12,0   |
| 8                      | Julia Lautowa (8)            | Vlag van Oostenrijk           | 8         | 9         | 13,0   |
| 9                      | Zuzana Babiakova-Paurova (8) | Vlag van Slowakije            | 9         | 10        | 14,5   |
| 10                     | Sarah Meier (4)              | Vlag van Zwitserland          | 14        | 8         | 15,0   |
| 11                     | Annette Dytrt (2)            | Vlag van Duitsland            | 12        | 12        | 18,0   |
| 12                     | Daria Timoshenko (2)         | Vlag van Azerbeidzjan         | 13        | 13        | 19,5   |
| 13                     | Galina Maniachenko (5)       | Vlag van Oekraïne             | 7         | 17        | 20,5   |
| 14                     | Jenna McCorkell (2)          | Vlag van Verenigd Koninkrijk  | 20        | 11        | 21,0   |
| 15                     | Valentina Marchei            | Vlag van Italië               | 17        | 14        | 22,5   |
| 16                     | Kristina Oblasova            | Vlag van Rusland              | 15        | 15        | 22,5   |
| 17                     | Mojca Kopac (11)             | Vlag van Slovenië             | 11        | 18        | 23,5   |
| 18                     | Tatiana Basova               | Vlag van Rusland              | 16        | 16        | 24,0   |
| 19                     | Petra Lukacikova             | Vlag van Tsjechië             | 19        | 19        | 28,5   |
| 20                     | Anna Bernauer (2)            | Vlag van Luxemburg            | 21        | 21        | 31,5   |
| 21                     | Sara Falotico (4)            | Vlag van België               | 24        | 20        | 32,0   |
| 22                     | Karen Venhuizen (5)          | Vlag van Nederland            | 18        | 23        | 32,0   |
| 23                     | Tugba Karademir (3)          | Vlag van Turkije              | 23        | 22        | 33,5   |
| 24                     | Gintare Vostrecovaite (3)    | Vlag van Litouwen             | 22        | 24        | 35,0   |
| Vrije kür niet bereikt |                              |                               |           |           |        |
| 25                     | Candice Didier               | Vlag van Frankrijk            | 25        |           |        |
| 26                     | Olga Orlova                  | Vlag van Oekraïne             | 26        |           |        |
| 27                     | Sonja Radeva                 | Vlag van Bulgarije            | 27        |           |        |
| 28                     | Olga Vassiljeva (8)          | Vlag van Estland              | 28        |           |        |
| 29                     | Kristina Mikhailova          | Vlag van Wit-Rusland          | 29        |           |        |
| 30                     | Simona Punga                 | Vlag van Roemenië             | 30        |           |        |
| Alleen kwalificatie    |                              |                               |           |           |        |
| 31                     | Kristel Popovic              | Vlag van Servië en Montenegro |           |           | t.z.t. |

| #      | naam (deelname)                              | land               | verpl. kür | vrije kür | pc     |
| ------ | -------------------------------------------- | ------------------ | ---------- | --------- | ------ |
| Goud   | Tatjana Totmjanina (6) Maksim Marinin (6)    | Vlag van Rusland   | 1          | 1         | 1,5    |
| Zilver | Maria Petrova (8) Aleksej Tichonov (6)       | Vlag van Rusland   | 2          | 2         | 3,0    |
| Brons  | Dorota Zagórska (11) Mariusz Siudek (13)     | Vlag van Polen     | 3          | 3         | 4,5    |
| 4      | Joelija Obertas (5) Sergej Slavnov           | Vlag van Rusland   | 4          | 4         | 6,0    |
| 5      | Katerina Berankova (8) Otto Dlabola (8)      | Vlag van Tsjechië  | 5          | 5         | 7,5    |
| 6      | Sabrina Lefrancois (3) Jerome Blanchard (2)  | Vlag van Frankrijk | 7          | 6         | 9,5    |
| 7      | Eva-Maria Fitze (4) Rico Rex (4)             | Vlag van Duitsland | 6          | 7         | 10,0   |
| 8      | Marylin Pla Yannick Bonheur                  | Vlag van Frankrijk | 8          | 8         | 12,0   |
| 9      | Joelia Belohlazova Andrej Bech               | Vlag van Oekraïne  | 9          | 9         | 13,5   |
| 10     | Rebecca Handke Daniel Wende                  | Vlag van Duitsland | 10         | 10        | 15,0   |
| 11     | Veronika Havlickova Karel Štefl              | Vlag van Tsjechië  | 11         | 11        | 16,5   |
| 12     | Diana Rennik (3) Aleksei Saks (3)            | Vlag van Estland   | 12         | 12        | 18,0   |
| 13     | Olga Bogouslavska (3) Andrei Brovenko (2)    | Vlag van Rusland   | 13         | 13        | 19,5   |
| 14     | Milica Brozovic Vladimir Futas (3)           | Vlag van Slowakije | 15         | 14        | 21,5   |
| 15     | Julia Shapiro Vadim Akolzin                  | Vlag van Israël    | 14         | 15        | 22,0   |
| -      | Tatjana Volosozjar (2) Petro Chartsjenko (2) | Vlag van Oekraïne  |            |           | t.z.t. |

| #      | naam (deelname)                               | land                         | verpl. kür | orig. kür | vrije kür | pc   |
| ------ | --------------------------------------------- | ---------------------------- | ---------- | --------- | --------- | ---- |
| Goud   | Tatjana Navka (10) Roman Kostomarov (6)       | Vlag van Rusland             | 1          | 1         | 1         | 2,0  |
| Zilver | Albena Denkova (11) Maksim Staviski (7)       | Vlag van Bulgarije           | 2          | 3         | 2         | 4,6  |
| Brons  | Olena Hroesjyna (9) Roeslan Hontsjarov (9)    | Vlag van Oekraïne            | 3          | 2         | 3         | 5,4  |
| 4      | Isabelle Delobel (6) Olivier Schoenfelder (6) | Vlag van Frankrijk           | 4          | 4         | 4         | 8,0  |
| 5      | Galit Chait (8) Sergei Sakhnovski (8)         | Vlag van Israël              | 5          | 5         | 5         | 10,0 |
| 6      | Federica Faiella (4) Massimo Scali (3)        | Vlag van Italië              | 6          | 6         | 6         | 12,0 |
| 7      | Oksana Domnina (2) Maksim Sjabalin (2)        | Vlag van Rusland             | 7          | 7         | 7         | 14,0 |
| 8      | Svetlana Kulikova Vitali Novikov              | Vlag van Rusland             | 10         | 8         | 8         | 16,8 |
| 9      | Natalia Gudina (5) Alexei Beletsky (4)        | Vlag van Israël              | 9          | 9         | 9         | 18,0 |
| 10     | Sinead Kerr John Kerr                         | Vlag van Verenigd Koninkrijk | 12         | 10        | 10        | 20,8 |
| 11     | Nóra Hoffmann (2) Attila Elek (2)             | Vlag van Hongarije           | 8          | 11        | 11        | 20,8 |
| 12     | Roxane Petetin (3) Mathieu Jost (3)           | Vlag van Frankrijk           | 11         | 12        | 12        | 23,6 |
| 13     | Anastasia Grebenkina Vazgen Azrojan (4)       | Vlag van Armenië             | 16         | 14        | 13        | 27,8 |
| 14     | Aleksandra Kauc (2) Michał Zych               | Vlag van Polen               | 14         | 13        | 15        | 28,4 |
| 15     | Joelia Holovina (3) Oleg Voiko (5)            | Vlag van Oekraïne            | 13         | 16        | 14        | 28,6 |
| 16     | Christina Beier William Beier                 | Vlag van Duitsland           | 15         | 15        | 16        | 31,0 |
| 17     | Barbara Herzog Dmitri Matsjuk                 | Vlag van Oostenrijk          | 17         | 19        | 17        | 35,2 |
| 18     | Jessica Huot (3) Juha Valkama (3)             | Vlag van Finland             | 18         | 17        | 18        | 35,4 |
| 19     | Petra Pachlova Petr Knoth                     | Vlag van Tsjechië            | 19         | 20        | 19        | 38,6 |
| 20     | Alessia Aureli Andrea Vaturi                  | Vlag van Italië              | 20         | 18        | 21        | 39,8 |
| 21     | Agnieszka Dulej (2) Slawonir Janicki (2)      | Vlag van Polen               | 21         | 21        | 20        | 41,0 |
| 22     | Clover Zatzman Aurimas Radisauskas (2)        | Vlag van Litouwen            | 22         | 22        | 22        | 44,0 |

Medaillewinnaars

Mannen · 
Vrouwen ·
Paren · 
IJsdansen

Toernooi

1891 · 
1892 · 
1893 · 
1894 · 
1895 · 
1896-1897 · 
1898 · 
1899 · 
1900 · 
1901 · 
1902-1903 · 
1904 · 
1905 · 
1906 · 
1907 · 
1908 · 
1909 · 
1910 · 
1911 · 
1912 · 
1913 · 
1914 · 
1915-1921 · 
1922 · 
1923 · 
1924 · 
1925 · 
1926 · 
1927 · 
1928 · 
1929 · 
1930 · 
1931 · 
1932 · 
1933 · 
1934 · 
1935 · 
1936 · 
1937 · 
1938 · 
1939 ·
1940-1946 · 
1947 · 
1948 · 
1949 · 
1950 · 
1951 · 
1952 · 
1953 · 
1954 · 
1955 · 
1956 · 
1957 · 
1958 · 
1959 · 
1960 · 
1961 · 
1962 · 
1963 · 
1964 · 
1965 · 
1966 · 
1967 · 
1968 · 
1969 · 
1970 · 
1971 · 
1972 · 
1973 · 
1974 · 
1975 · 
1976 · 
1977 · 
1978 · 
1979 · 
1980 · 
1981 · 
1982 · 
1983 · 
1984 · 
1985 · 
1986 · 
1987 · 
1988 · 
1989 · 
1990 · 
1991 · 
1992 · 
1993 · 
1994 · 
1995 ·
1996 · 
1997 · 
1998 · 
1999 · 
2000 · 
2001 · 
2002 · 
2003 · 
2004 · 
2005 · 
2006 ·
2007 ·
2008 ·
2009 ·
2010 ·
2011 ·
2012 ·
2013 ·
2014 ·
2015 ·
2016 ·
2017 ·
2018 ·
2019 ·
2020 ·
2021 · 
2022 · 
2023 · 
2024 · 
2025

WK kunstschaatsen ·
WK kunstschaatsen junioren ·
Viercontinentenkampioenschap ·
Olympische Spelen